# Bordighera
Bordighera (IPA: [bordiɡeːra]; A Bordighea o Bordighêa in ligure) è un comune italiano di 10 272 abitanti della provincia di Imperia in Liguria.

## Geografia fisica
Bordighera è situata ad ovest della costa della Riviera di Ponente, ubicata ai piedi delle Alpi Marittime sul capo Sant'Ampelio, che costituisce il punto più meridionale della regione Liguria e dell'Italia settentrionale. Panoramica sul Mar Ligure risulta la frazione di Sasso, arroccata sulla collina bordigotta.
Le montagne a picco sul mare provocano, in presenza di venti settentrionali (fenomeno che si verifica durante l'inverno) un effetto favonico che rende la stagione fredda molto mite (la media giornaliera delle temperature di gennaio è prossima ai +10 °C) e, durante l'estate, fresche e vivaci brezze marine attenuano la calura, che comunque raramente è eccessiva (media giornaliera nei mesi di luglio e agosto di circa +24 °C). Tra le vette del territorio si ricordano il monte Nero (606 m) e la Colla Merello (224 m).

## Storia
(Edmondo De Amicis descrizione della Città Vecchia di Bordighera)

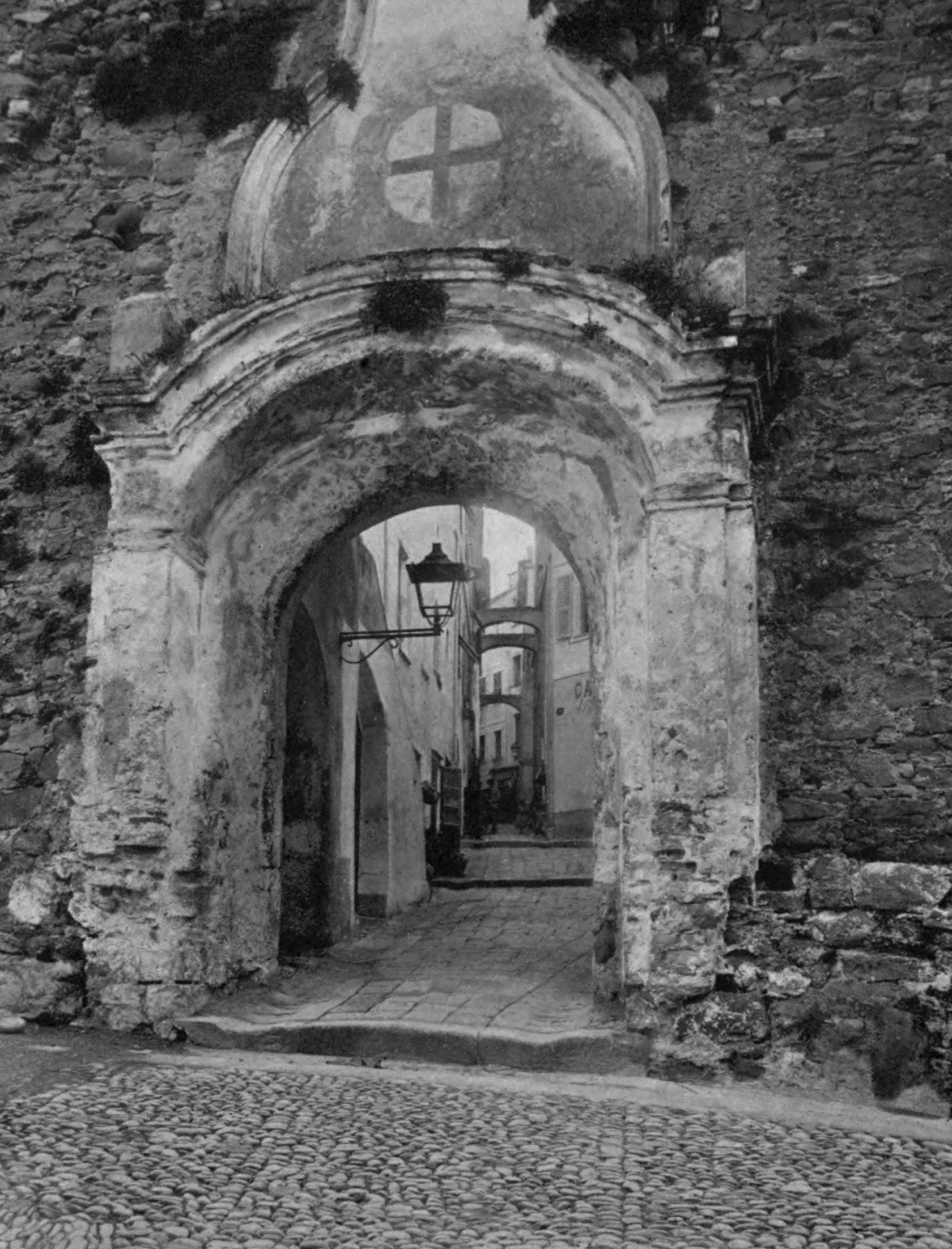
Un'immagine del 1909 di Bordighera Vecchia

Mappa del Dipartimento delle Alpi Marittime nel 1805, con Bordighera nel suo cantone.

Il borgo nacque intorno al V secolo a.C. grazie alla presenza dei Liguri, i quali si dedicarono all'agricoltura e alla pastorizia abitando in villaggi fortificati costruiti sulla sommità delle alture, in posizione strategica. Testimoni del fatto storico sono i due villaggi, che gli archeologi hanno denominato castellari, nel territorio di Bordighera. Il primo è nella zona di Montenero, mentre l'altro a Sapergo di fronte alla frazione di Sasso, presso l'attuale casello dell'autostrada. Quello di Sapergo, scoperto nel 1970, ha restituito tracce di muri a secco dell'epoca preromana, accanto ad altre murature di epoca romana e medievale.
In epoca romana fu aperta la Via Julia Augusta, nel 13 a.C., per collegare la Liguria alla Gallia, lungo il percorso dell'attuale Via Aurelia. Proprio di quest'epoca è il ritrovamento, nel 1955, di una tomba di epoca imperiale testimone di un probabile insediamento agricolo dell'Impero romano nella zona.
Nei primi anni del V secolo un religioso eremita di nome Ampelio approdò su queste coste proveniente dalla Tebaide (Egitto) portando in dono - secondo la leggenda della cristianità - noccioli di dattero; egli viveva in una grotta tra gli scogli, sopra la quale sarà edificata la piccola chiesa di Sant'Ampelio. Qui in seguito sorgerà un priorato monastico dipendente dall'abbazia di Lerino. È forse anche grazie a questa figura religiosa Bordighera assunse poi il nome di "Regina delle palme", dando al comune una connotazione esotica.
Nel 954 i monaci lerinensi ebbero la conferma dei loro feudi provenzali, del priorato di San Michele di Ventimiglia assieme al feudo di Seborga e Vallebona, tranne i feudi di Hyères e di Bordighera, che con Sant'Ampelio passarono ai monaci benedettini dell'abbazia di Montmajour di Arles.
Dopo l'insurrezione di Bordighera del 1140, la Repubblica di Genova decise di punire la popolazione privandola delle reliquie del santo patrono Ampelio e le fece spostare nella chiesa di Santo Stefano, della fedele città di Sanremo, di proprietà sempre benedettina e dipendente dalla genovese abbazia di Santo Stefano. Il 14 maggio 1258 la città di Genova decise di spostare nuovamente le reliquie, questa volta direttamente presso l'abbazia genovese di Santo Stefano.
Nel 1204 papa Innocenzo III confermava ancora la dipendenza feudale dall'abbazia di Montmajour, ma nel 1296 papa Bonifacio VIII passerà la giurisdizione del monastero di Sant'Ampelio all'abbazia di San Fruttuoso di Capodimonte di Camogli. Nella bolla di donazione di papa Bonifacio VIII del 1296 si cita il feudo con il nome "Burdigheta" (da cui Bordighera) derivante forse dalla parola francese bordigue, traducibile in italiano in "pescaia", ovvero una laguna artificiale chiusa da paratie di canne, utilizzata all'epoca dai pescatori che probabilmente già abitavano la collina sopra capo Sant'Ampelio. Sempre dalla bolla si apprende che Burdigheta è già un nucleo abitato, con quindici famiglie residenti; il paese è ancora documentato nel 1340. Burdigheta allora è una piccola città alle dipendenze di Ventimiglia.

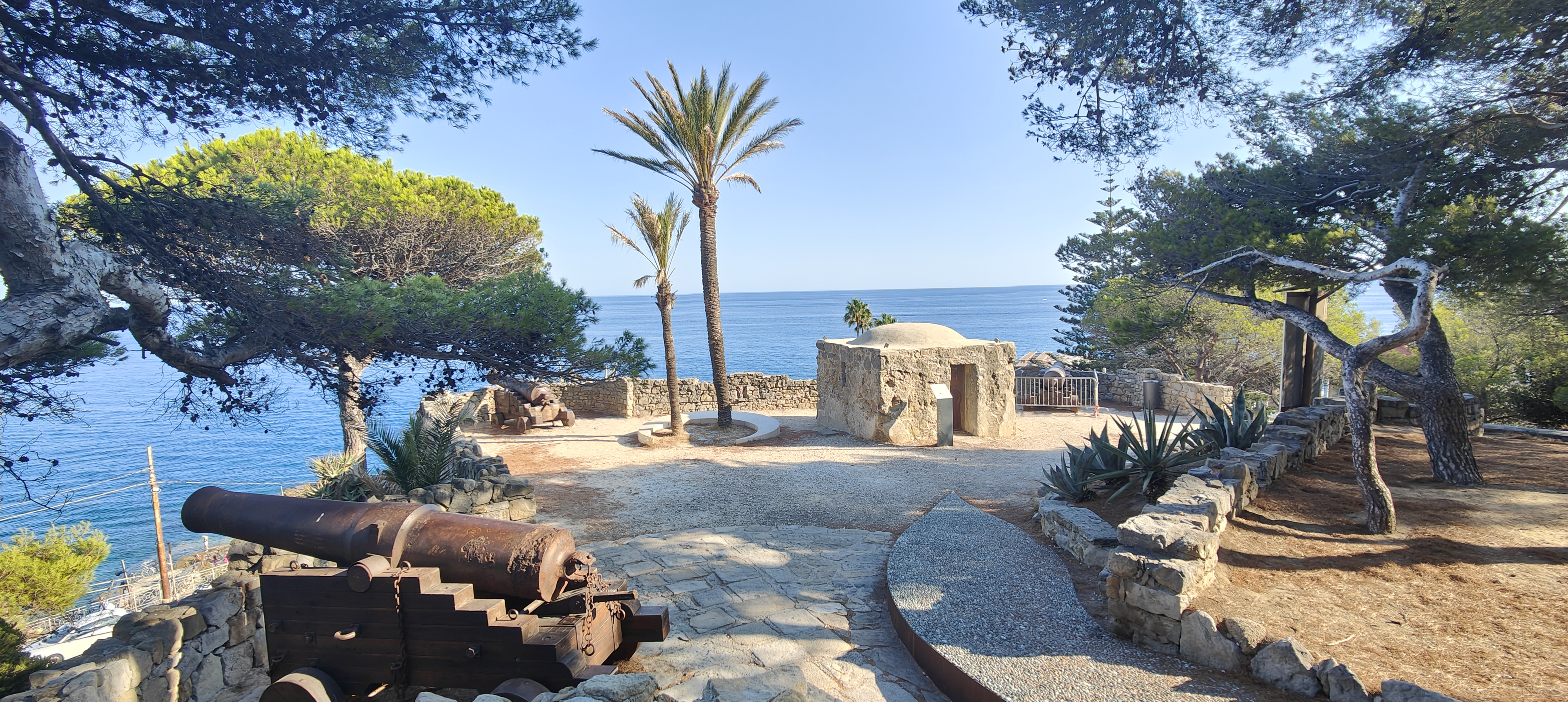
Il Marabutto, situato a 21 mt. di altezza sopra l'antica chiesa di Sant'Ampelio, ai piedi della pineta.

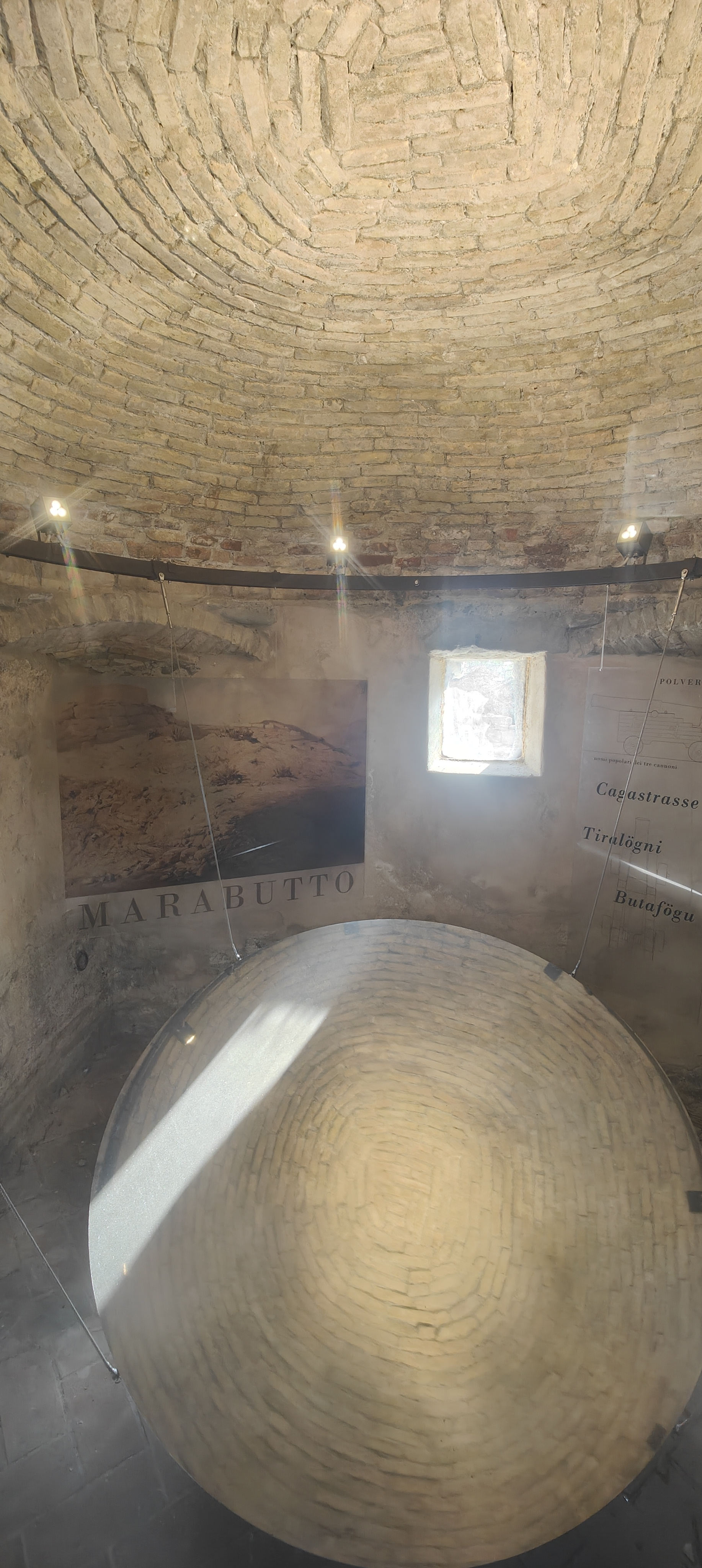
L'interno del Marabutto restaurato con i nomi dei tre cannoni

Il 2 settembre 1470 alcune famiglie di Castrum Sancti Nicolai, oggi Borghetto San Nicolò (frazione odierna di Bordighera), riunitesi nella locale chiesa parrocchiale decisero la riedificazione della città, precedentemente abbandonata. Questa assemblea segnò l'atto di fondazione di Bordighera in stile moderno: un borgo fortificato, alto sopra il colle e affacciato sul mare.
Nel 1543 i Turchi assediarono la città di Nizza, spingendosi poi verso la Riviera ligure, assediando prima Bordighera e poi Seborga e Coldirodi, catturando uomini, donne e bambini.
Probabilmente a testimonianza dell'epoca, nella parte alta, in pineta, esiste il Marabutto. Di origine incerta, probabilmente risalente alle invasioni barbariche dopo il 1543 è  forse un luogo di sepoltura. Il termine Mūrabet indica nell'Islam proprio un maestro spirituale. Accanto vi sono i tre cannoni denominati Tiralogni, Cacastrasse e Butafoegu.
Il 21 aprile 1686, i rappresentanti di otto cittadine (Camporosso, Vallebona, Vallecrosia, San Biagio, Soldano, Sasso, Borghetto e Bordighera) si riuniscono nell'oratorio bordigotto di San Bartolomeo per costituire la Magnifica Comunità degli Otto Luoghi e sottrarsi alla gestione amministrativa della vicina città intemelia; tale comunità si assoggettò, comunque, alle dipendenze della Repubblica di Genova.
Con la dominazione napoleonica la comunità di Bordighera rientrò nell'omonimo cantone nella giurisdizione delle Palme, con Sanremo come capoluogo; nel 1802 passò nel cantone di Ventimiglia nella giurisdizione degli Ulivi (capoluogo Oneglia). Dal 1805, con il passaggio della Repubblica Ligure nel Primo Impero francese, Bordighera fu ancora capo cantone del Dipartimento delle Alpi Marittime. Nel 1818, la strada voluta da Napoleone, "La Corniche" giungerà fino a Bordighera facilitando i collegamenti e lo sviluppo dei nuovi quartieri vicino al mare, chiamati all'epoca Borgo Marina. Oggi giorno nessuno utilizza più questi termini, si parla piuttosto semplicemente di Bordighera per la parte della città che si è sviluppata lungo la costa e di Bordighera Vecchia o Bordighera Alta per il nucleo originale che si trova più in alto.
Fu annesso al Regno di Sardegna nel 1815 dopo il Congresso di Vienna del 1814, a seguito della caduta di Napoleone Bonaparte. Facente parte del Regno d'Italia dal 1861, dal 1859 al 1926 il territorio fu compreso nel I mandamento omonimo del circondario di Sanremo facente parte della provincia di Nizza (poi provincia di Porto Maurizio e, dal 1923, di Imperia).
L'Ottocento fu l'epoca d'oro della città, grazie al romanzo di Giovanni Ruffini Il dottor Antonio, che, pubblicato nel 1855 a Edimburgo, suscitò l'interesse degli inglesi per la città. Nel 1860 aprì il primo albergo, Hotel d'Angleterre (oggi villa Eugenia) e nel 1861 accolse il suo primo ospite illustre, il primo ministro inglese John Russell, I conte di Russell.
Nel 1872 s'inaugurò la locale stazione ferroviaria, che collegò Parigi e Bordighera in sole ventiquattro ore. Con l'apertura della linea Calais-Roma Express, inaugurata l'8 dicembre 1883, i tempi si accorciarono ulteriormente e ventiquattro ore saranno necessari per collegare Londra e Bordighera.
Nel 1887 Stéphen Liégeard, nel suo famoso libro La Côte d'Azur dedicò alcune pagine a Bordighera dandole già l'appellativo di "Regina delle Palme" e citando un soggiorno dell'Imperatrice Eugenia, presso il Grand Hotel Bordighera, nell'autunno del 1886.
Nel 1939, dopo l'emanazione delle leggi razziali fasciste, Bordighera divenne il terminale di fuga per alcune famiglie ebree italiane che con l'aiuto di pescatori locali riuscirono a emigrare illegalmente in Francia dalla spiaggetta di Bagnabraghe a bordo di alcuni pescherecci.
A Bordighera avvenne il 12 febbraio del 1941 un incontro tra Benito Mussolini, allora capo del governo, e il caudillo Francisco Franco per discutere l'entrata in guerra della Spagna accanto dell'Asse. L'incontro avvenne tre giorni dopo il bombardamento navale inglese di Genova, il cui scopo principale probabilmente era proprio di fare pressione al generalissimo Franco sulla inopportuna scelta di mettersi contro la Gran Bretagna.
Nel periodo dell'occupazione tedesca e della Repubblica Sociale Italiana, furono arrestati a Bordighera almeno 14 tra i molti ebrei che vi avevano cercato rifugio dalle deportazioni.
Nel 1947, l'arcivescovo di Genova, Giuseppe Siri, decise finalmente di restituire le reliquie del santo patrono Ampelio ai bordigotti. Il corpo di Sant'Ampelio venne riportato a Bordighera il 16 agosto dove tuttora si trova nella chiesa parrocchiale di Santa Maria Maddalena, nel centro storico.
Fra il 1947 ed il 1999 ha ospitato il Salone Internazionale dell'Umorismo di Bordighera.
Fra il 21 febbraio e il 2 marzo del 1965 ha ospitato la prima edizione del Salone Internazionale dei Comics.
Dal 1973 al 2008 ha fatto parte della Comunità montana Intemelia.

### Simboli
Stemma
Lo stemma è stato concesso con regio decreto del 7 febbraio 1929. La scelta dell'emblema si fa risalire ad una contesa con la vicina città di Sanremo. Bordighera, che ha l'appellativo di "Regina delle Palme", desiderava veder rappresentata la palma sul proprio stemma, ma Sanremo riuscì a depositare la richiesta per prima e Bordighera dovette così accontentarsi del pino quale simbolo araldico.
Gonfalone

## Monumenti e luoghi d'interesse
La città di Bordighera ha un ricco patrimonio architettonico: infatti il Ministero per i beni e le attività culturali aveva inserito 45 beni nella lista degli immobili sottoposti a tutela. Oltre a quelli già citati qui di seguito, i più noti sono: villa Punta della ruota con giardino Winter, l'albergo Angst, la torre di Sapergo, la casa Rossi a Borghetto San Nicolò, la torre medioevale dei Mostaccini, villa Amica, villa La Cava, villa Flora, villa Selva Dolce, villa Crosa, villa Rosa, il cinema Olimpia e la villa Filomena.
Non appare ancora nella lista dei beni vincolati, ma di notevole interesse architettonico sono anche villa La Loggia con il suo giardino, dove abitò la duchessa di Leeds con il marito George Osborne, X duca di Leeds prima di farsi costruire villa Selva Dolce e villa Poggio Ameno dove visse Ferdinando di Savoia.

### Architetture religiose

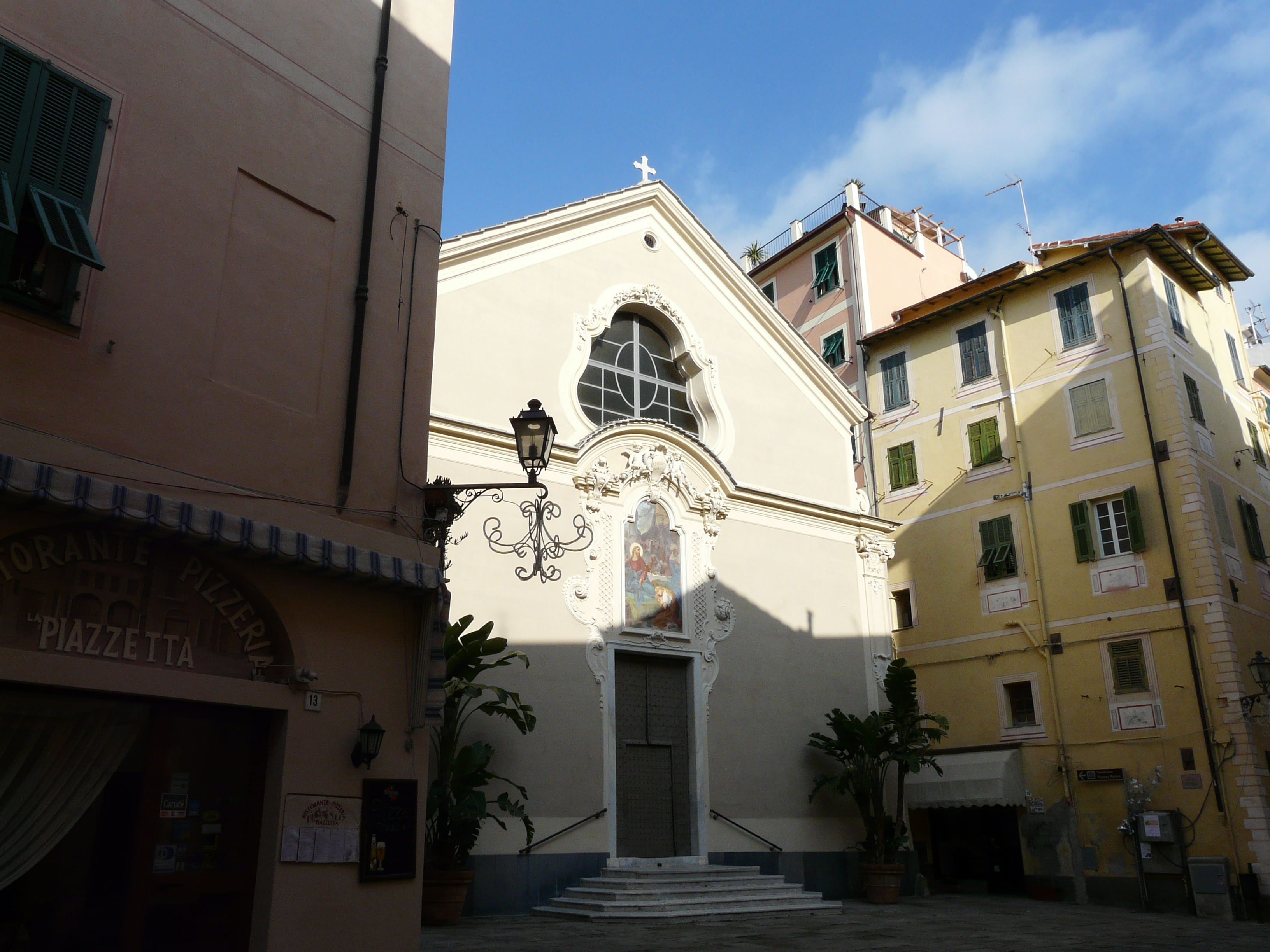
La chiesa di Santa Maria Maddalena a Bordighera Alta

- Chiesa parrocchiale di Santa Maria Maddalena nel centro storico di Bordighera Alta.
- Oratorio di San Bartolomeo nel centro storico di Bordighera Alta. Come documenta una lapide posta sulla facciata qui avvenne la riunione, il 3 marzo 1673, dei rappresentanti dei borghi di Camporosso, Vallecrosia, San Biagio, Soldano, Borghetto San Nicolò, Vallebona, Sasso e Bordighera che decretò la separazione da Ventimiglia e l'istituzione della Magnifica Comunità degli Otto Luoghi.
- Chiesa parrocchiale dell'Immacolata Concezione o di Terrasanta, officiata dai Frati Minori Francescani, edificata nel 1883 su progetto dell'architetto Charles Garnier.
- Chiesa Evangelica Valdese di Bordighera, voluta dal fondatore Moritz von Bernus e realizzata tra il 1901 e il 1904. Oggi la chiesa evangelica valdese è teatro, oltre alle proprie celebrazioni religiose, di concerti e conferenze in collaborazione con l'amministrazione comunale bordigotta e altre diverse associazioni culturali.
- Ex chiesa anglicana di Bordighera, la cui fondazione risale al 1863 grazie ai primi ospiti inglesi che qui soggiornarono quasi stabilmente. Le funzioni religiose furono celebrate fino a pochi anni fa, poiché oggi la chiesa è divenuta di proprietà comunale che, dopo un accurato restauro, utilizza lo stabile come centro culturale polivalente per mostre o concerti.
- Chiesa di Sant'Ampelio. La piccola chiesetta risale all'XI secolo e sorge sul capo Sant'Ampelio alla fine del lungomare Argentina.
- Chiesa di Sant'Antonio a Bordighera.
- Santuario della Madonna dei Fiori a Bordighera.
- Santuario della Madonna di Montenero, presso l'omonimo monte. La struttura fu edificata nel 1904 da padre Giacomo Viale, all'epoca parroco di Bordighera Alta.
- Chiesa parrocchiale di San Nicolò nella frazione di Borghetto San Nicolò.
- Oratorio dell'Annunziata nella frazione di Borghetto San Nicolò. Il primo impianto risalirebbe al XVI secolo e originariamente intitolato a san Nicolò; solamente nel 1693 assunse l'attuale denominazione, anche dal nome della locale confraternita della Santissima Annunziata. Esternamente si presenta in stile architettonico barocco, mentre gli interni furono decorati nel XIX secolo.
- Chiesa dei Santi Pietro e Paolo nella frazione di Sasso, eretta nel XVIII secolo. L'affresco della volta ed una pala di altare sono attribuiti al pittore Maurizio Carrega.

### Architetture civili

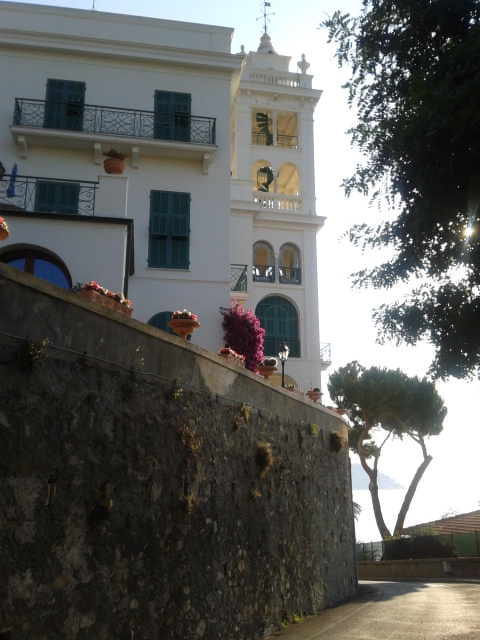
Villa Garnier

- Casa Coraggio è uno degli immobili storici della città, in cui vissero lo scrittore scozzese George MacDonald ed Edmondo De Amicis.
- Villa Bischoffsheim o villa Etelinda. La villa fu costruita nel 1873 dal banchiere di origine tedesca Raphaël Bischoffsheim. La villa fu poi venduta a Lord Claude Bowes-Lyon, XIV conte di Strathmore e Kinghorne nel 1896 e, nel 1914 alla regina Margherita di Savoia.
- Villa Margherita, sita nella cornice di via Romana, fu la residenza privata della regina Margherita. Costruita tra il 1914 e il 1916 in stile neoclassico dall'architetto Luigi Broggi. Dal 2011 è sede di un museo pinacoteca con le collezioni della Fondazione Terruzzi. Un cartello posizionato sul cancello, tuttavia, informa perennemente che la Villa e il parco non sono accessibili “fino a data da destinarsi” in seguito ad uno smottamento.
- Municipio di Bordighera. Il palazzo venne progettato dall'architetto francese Charles Garnier nel 1886. Dapprima lo stabile fu sede della locale scuola e solo dopo fu scelto come sede municipale bordigotta. All'interno del palazzo sono conservati alcuni interessanti dipinti, opera di artisti italiani e stranieri del XIX e XX secolo, tra i quali Pompeo Mariani, Giuseppe Ferdinando Piana, Giuseppe Balbo, Gianantonio Porcheddu e Friederich von Kleudgen.
- Palazzo del parco. In origine fu adibito all'attività alberghiera e dopo vari restauri venne quindi trasformato nell'attuale teatro con diverse sale espositive. Già sede storica del Salone internazionale dell'umorismo, fu negli anni cinquanta teatro di quattro importanti rassegne di pittura statunitense. Tra le varie personalità che parteciparono alla rassegna pittorica vi fu, nel 1953, la collezionista Peggy Guggenheim che offrì alla mostra diversi capolavori della pittura dei maestri d'arte statunitensi tra i quali Jackson Pollock, Man Ray, Roberto Matta, Mark Rothko e Arshile Gorky. Nel giardino che circonda il palazzo, vi è un'importante collezione di palme e altre specie botaniche, tra cui alcuni esemplari centenari di Cycas revoluta.
- Villa Garnier. La villa fu costruita nel 1872 dall'architetto Charles Garnier.
- Villa Mariani. La villa fu acquistata da Pompeo Mariani nel 1909. Nei grandi giardini della villa fece costruire il suo studio chiamato "La specola".
- Hotel Angst. L'albergo venne costruito nel 1887 dall'imprenditore svizzero Adolf Angst, divenendo uno degli hotel più esclusivi della Belle Époque.

### Aree naturali

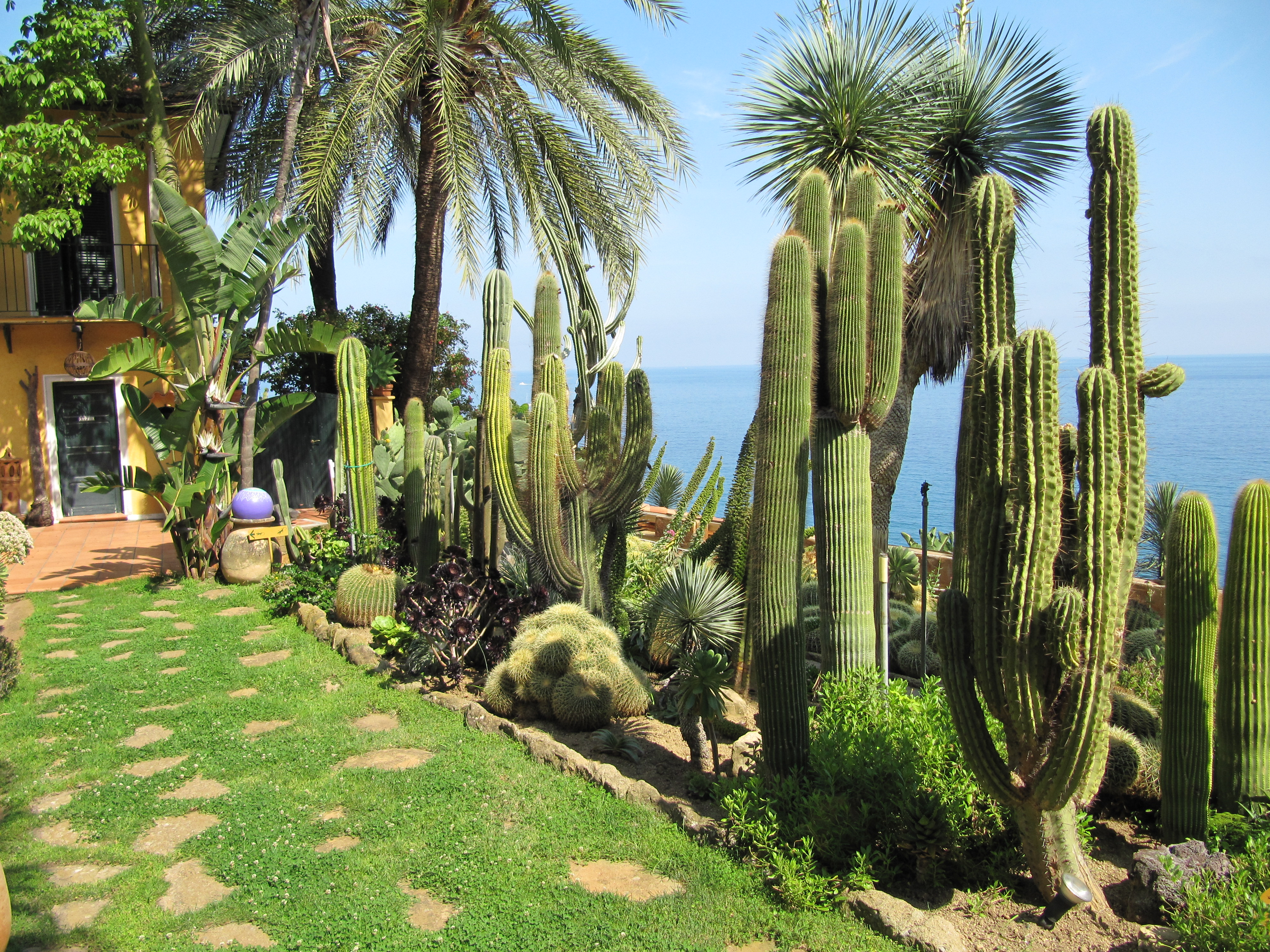
Il giardino esotico Pallanca

- Giardino esotico Pallanca. Il giardino è stato creato nel 1860 da Bartolomeo Pallanca, ed il suo patrimonio naturalistico è completo di tremiladuecento specie di piante, tra cui una preziosa collezione di cactus e succulente. La pianta più antica è una Copiapoa - originaria del Cile - che ha trecento anni.
- Giardini Lowe. I giardini furono donati dal filantropo inglese Charles Henry Lowe nel 1902.
- Giardini Moreno. I giardini facevano parte della villa Moreno e furono dipinti da Monet.
- Giardini Winter. I giardini furono creati dal botanico Ludwig Winter nel XIX secolo.
- Lungomare Argentina. La passeggiata a mare pedonale più lunga della Riviera è un rettilineo di circa due chilometri[31], costeggiante la spiaggia e la ferrovia. Il percorso è fiancheggiato da diversi filari di Araucaria excelsa[32] e da variopinti giardini con piante grasse e fiori. Il lungomare fu inaugurato da Evita Perón[33] (da cui deriverebbe l'intitolazione alla nazione Argentina),[34] che qui trascorse diverse giornate nel luglio del 1947. Lungo la passeggiata è ubicato il chiosco della Musica, già sede di concerti musicali.

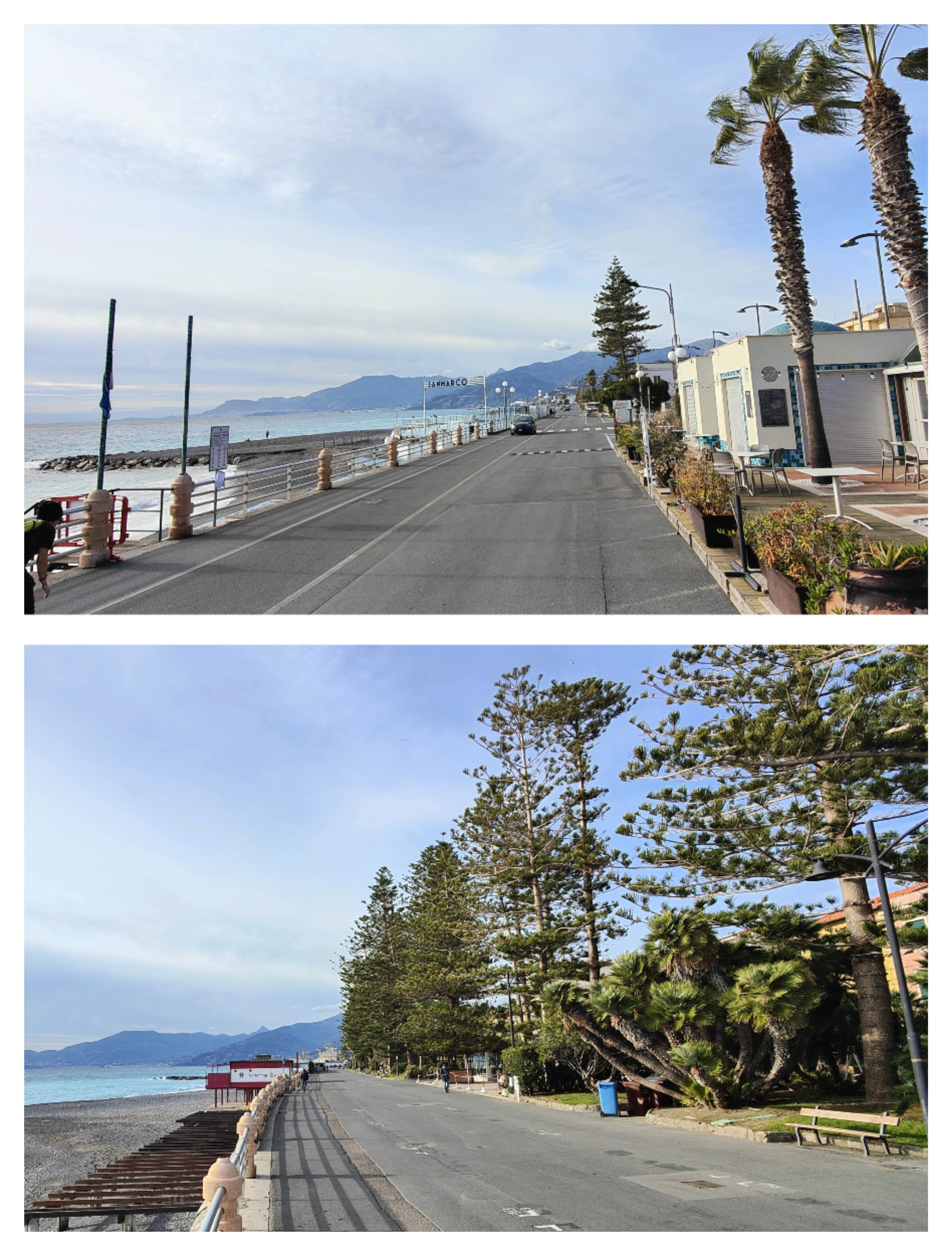
Lungomare "Argentina"

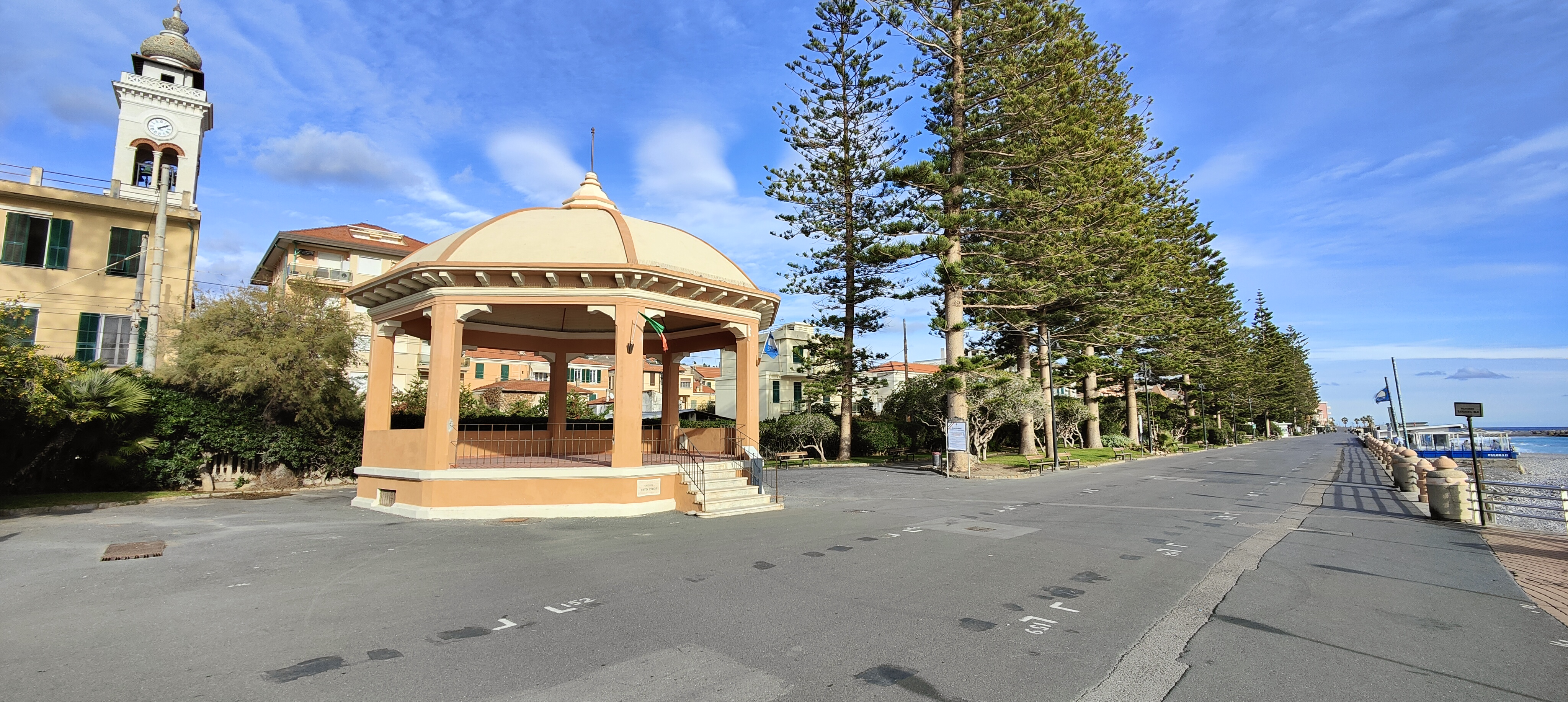
Il chiosco Evita Peron e panorama del lungomare Argentina lato verso Sant'Ampelio

- Via Romana. La via segue il percorso della celebre e antica Via Julia Augusta, voluta dall'imperatore romano Augusto nel 13 a.C. per collegare la Liguria con la Gallia. Nel corso del XIX secolo fu semplicemente una mulattiera fiorita, oggi è un elegante viale ombreggiato da una fila di platani e costeggiato da eleganti ville e alberghi del Novecento in stile liberty. Alla sua sistemazione partecipò come consulente urbanistico l'architetto Charles Garnier.

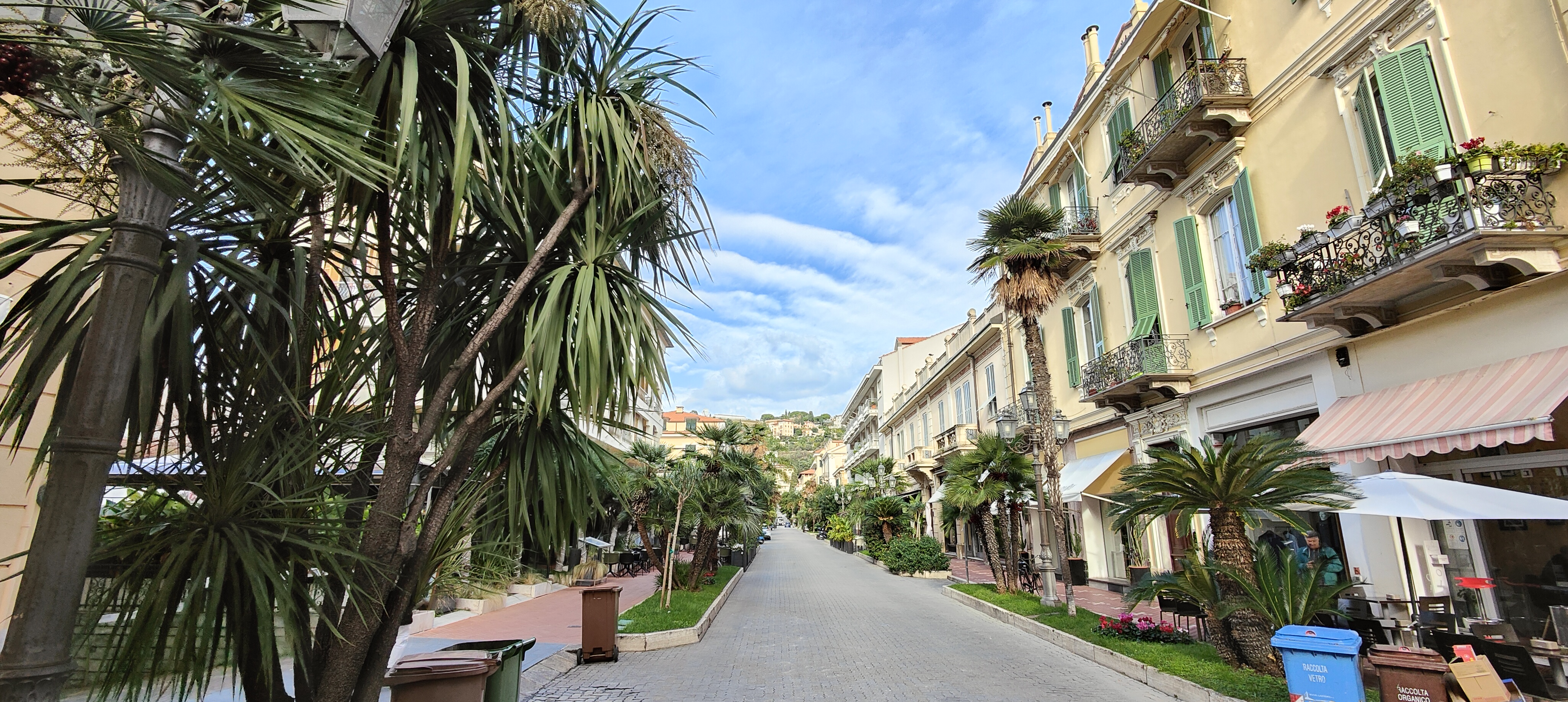
Corso Italia, salotto della città visto da via Vitt. Emanuele, in fondo la via Romana

## Cultura

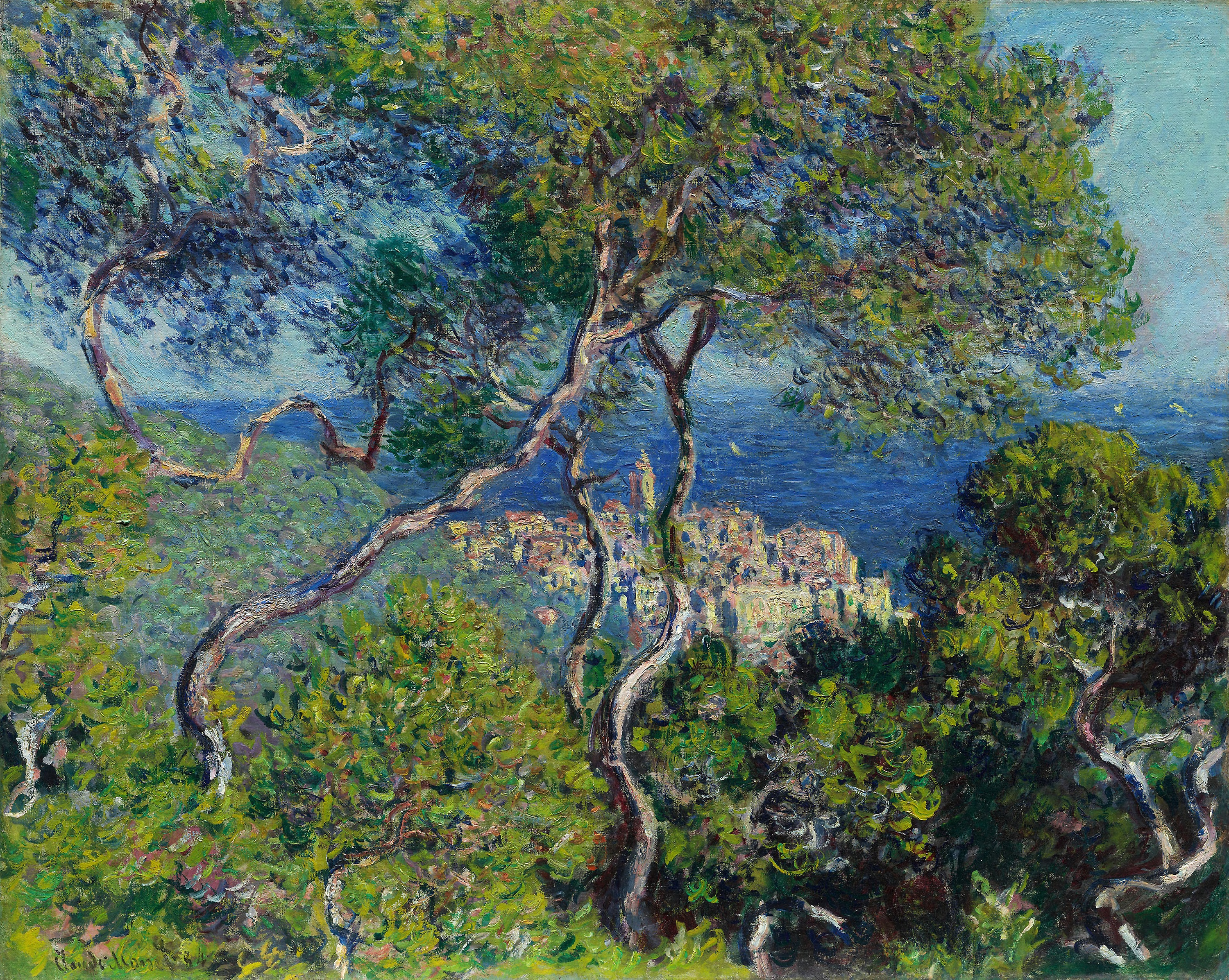
Il dipinto Bordighera di Claude Monet (1884) conservato all'Art Institute of Chicago.

### Istruzione

#### Biblioteche
- Biblioteca Civica Internazionale. La biblioteca fu fondata nel 1880, grazie alla volontà e alle donazioni dei residenti britannici. La collezione libraria della biblioteca è stimata a circa quarantamila volumi di letteratura italiana, ventimila in inglese, seimila in lingua francese e tremila in tedesco, oltre ad una settantina di testate periodiche.

#### Scuole
Bordighera è sede dei seguenti istituti scolastici statali, inerenti al ciclo scolastico della scuola secondaria di secondo grado:
- Istituto Tecnico Commerciale Statale "Eugenio Montale".

#### Musei
- Museo e biblioteca Clarence Bicknell. L'edificio, fu costruito nel 1888 in stile architettonico inglese da Clarence Bicknell e raccoglie una preziosa collezione botanica. Al museo è legata anche la Biblioteca Bicknell ricca di 85 000 volumi. Nel suo giardino si trova un monumentale Ficus magnolioides alto circa 20 metri.
- Istituto internazionale di studi liguri. L'istituto è ospitato presso il Centro "Nino Lamboglia", già sede di uno storico hotel, fondato nel 1937 e diretto dallo stesso Nino Lamboglia fino alla sua morte avvenuta nel 1977. Il centro promuove lo studio e la valorizzazione dell'archeologia e della storia dell'arte dell'antica Liguria Occidentale. L'istituto conta ventuno sezioni - di cui sedici in Italia, tre in Francia e due in Spagna - producendo ed organizzando intense attività scientifiche e didattiche, corsi, seminari, restauri ed altre attività legate alla scienza e alla scoperta. Nelle sale del centro Lamboglia è esposta una piccola collezione delle opere del pittore lombardo Pompeo Mariani, donati dagli eredi, oltre che diversi quadri dipinti da artisti stranieri.

### Cinema
Nel territorio bordigotto sono state girate alcune pellicole cinematografiche:
- Inquietudine (1946), regista Vittorio Carpignano e Emilio Cordero
- Il piccolo ribelle (1947), regista Emilio Cordero
- La contessa scalza (1954), regista Joseph L. Mankiewicz
- Accadde ad Ankara (1979), regista Mario Landi
- Una botta di vita (1988), regista Enrico Oldoini
- La legge del crimine (2009), regista Laurent Tuel[35]
- La promessa dell'alba (La promesse de l'aube) (2017), regista Éric Barbier.

### Musica
- Banda Musicale "Borghetto San Nicolò-Città di Bordighera", fondata sul finire dell'Ottocento.

### Cucina

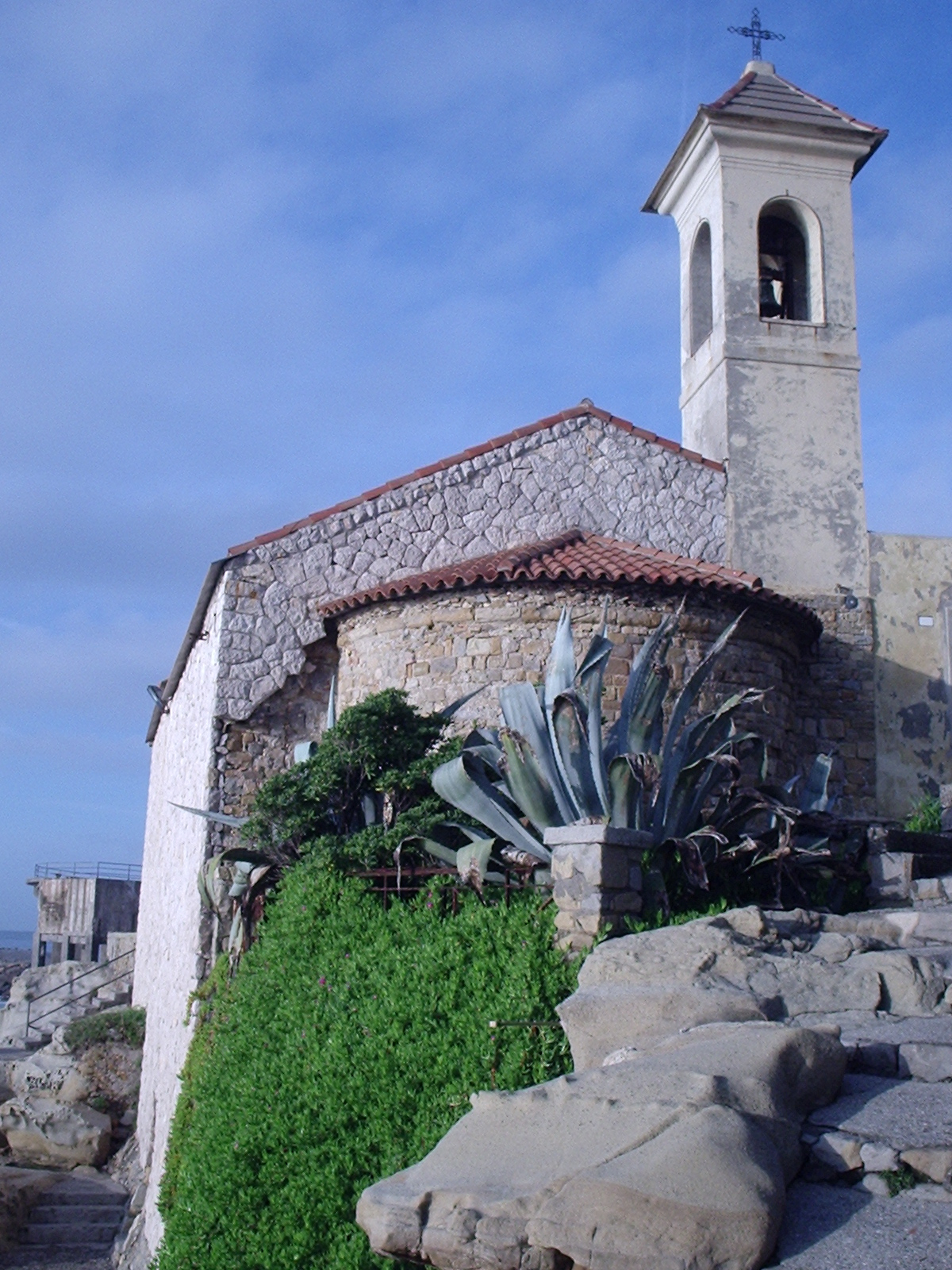
La chiesa di Sant'Ampelio

Tra i piatti tipici e prodotti di Bordighera, che fanno parte della cucina ligure, vi sono il paté di olive della società dei produttori d'olio di Bordighera fatto con le olive taggiasche del territorio; la pisciarà, una focaccia condita con sugo di pomodoro, olive taggiasche, origano, capperi e naturalmente filetti di sarde che danno il nome alla pietanza; il brandacujun, un piatto a base di baccalà, patate, aglio e olive taggiasche; i dolci baci di Bordighera - molto simili ai baci di Alassio - e il melezzemolo, ovvero delle fette di melone accompagnate da del prezzemolo.

### Eventi
Dal 1947 al 1999, per un totale di 52 edizioni, la città fu la sede della manifestazione del Salone Internazionale dell'Umorismo di Bordighera, principale festival dedicato all'umorismo e al disegno umoristico.
Libri
A Bordighera è ambientato Call me by your name di André Aciman

## Società

### Evoluzione demografica
Abitanti censiti

### Etnie e minoranze straniere
Secondo i dati Istat al 31 dicembre 2019, i cittadini stranieri residenti a Bordighera sono 1 041, così suddivisi per nazionalità, elencando per le presenze più significative:
1. Romania, 236
2. Francia, 107
3. Albania, 79
4. Marocco, 76
5. Russia, 59
6. Moldavia, 58
7. Ecuador, 56
8. Ucraina, 47
9. Bangladesh, 42
10. Cina, 26

## Geografia antropica

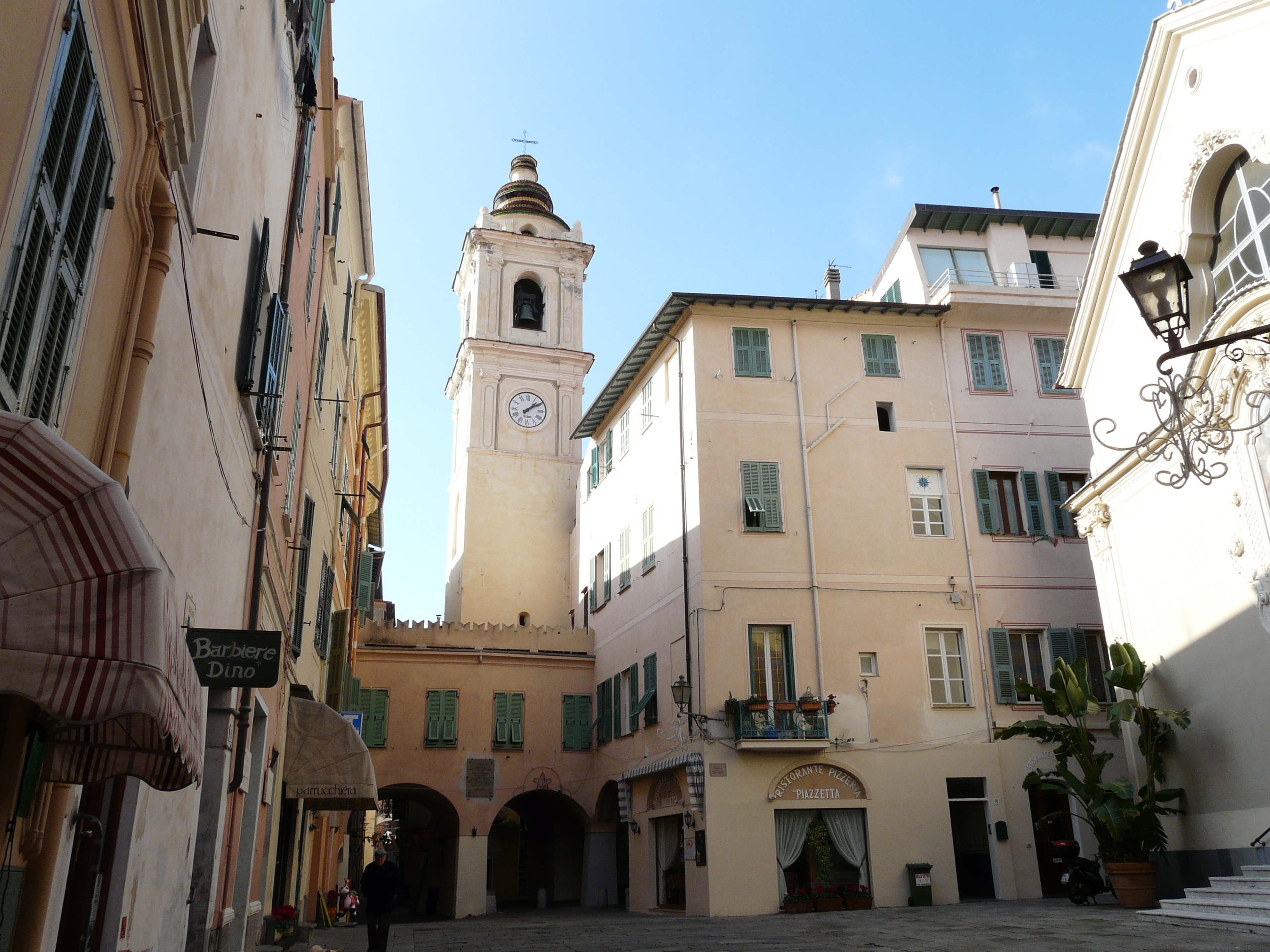
Scorcio della città vecchia di Bordighera

### Centro storico

#### Bordighera Alta o Città Vecchia
Il centro storico bordigotto ha mantenuto ancora oggi l'antico borgo fortificato costruito con forma pentagonale irregolare e cinto da poderose mura del tardo Medioevo, successivamente rinforzate nel Cinquecento.
Per accedere alla "città vecchia" bisognava anticamente usufruire di tre porte: la Porta del Capo, Porta Soprana e Porta Sottana. 

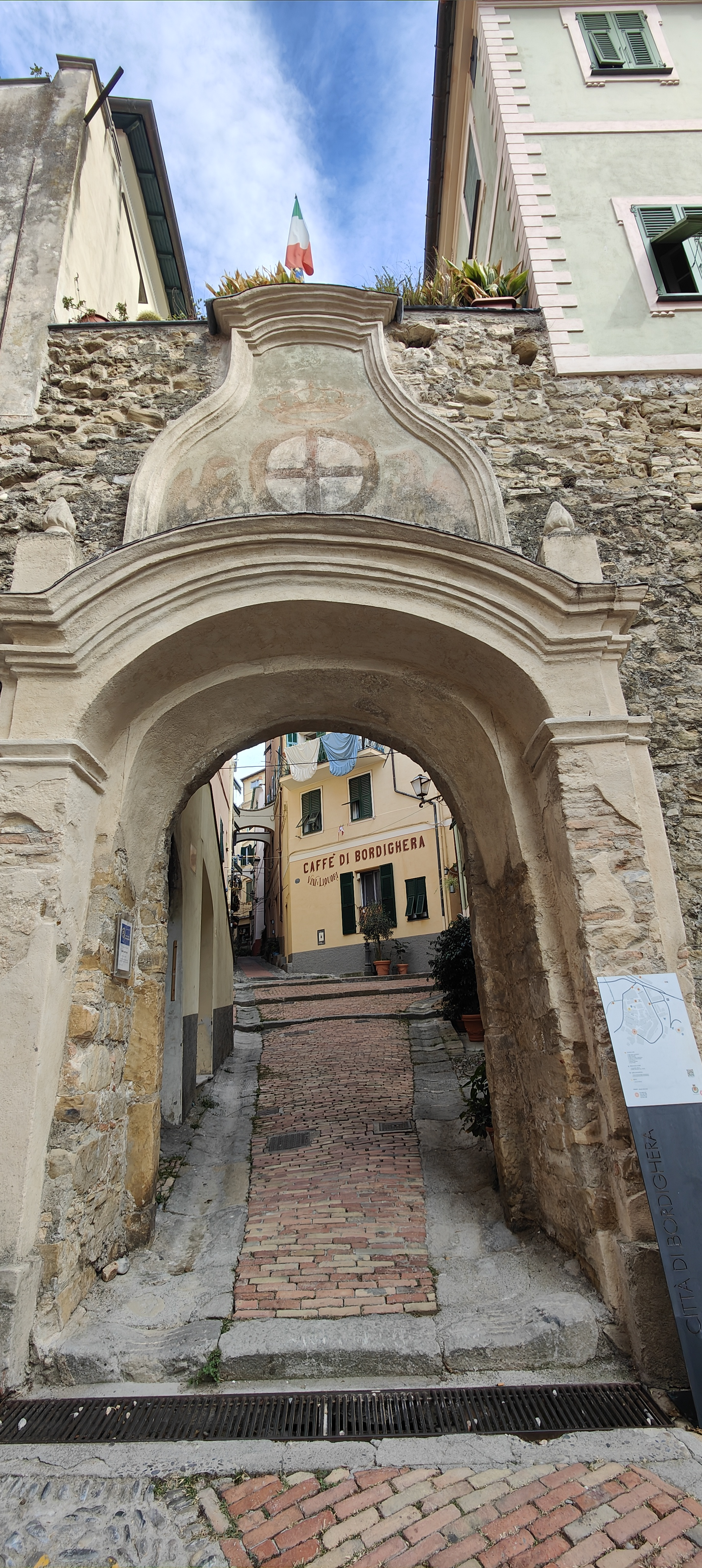
Porta Sottana

Quella "Soprana", chiamata anche "della Maddalena", è posta ad oriente del borgo e fu aperta nel 1780. Ad occidente quella "Sottana" fu costruita nel 1470 e in seguito rifatta in epoca barocca con il sovrastante stemma genovese di san Giorgio.
Il centro storico è attraversato da una fitta rete di vicoli e piazzette, schema classico dei borghi liguri, distribuiti adiacenti alle due vie principali: la "Via Lunga" e la "Via Dritta".

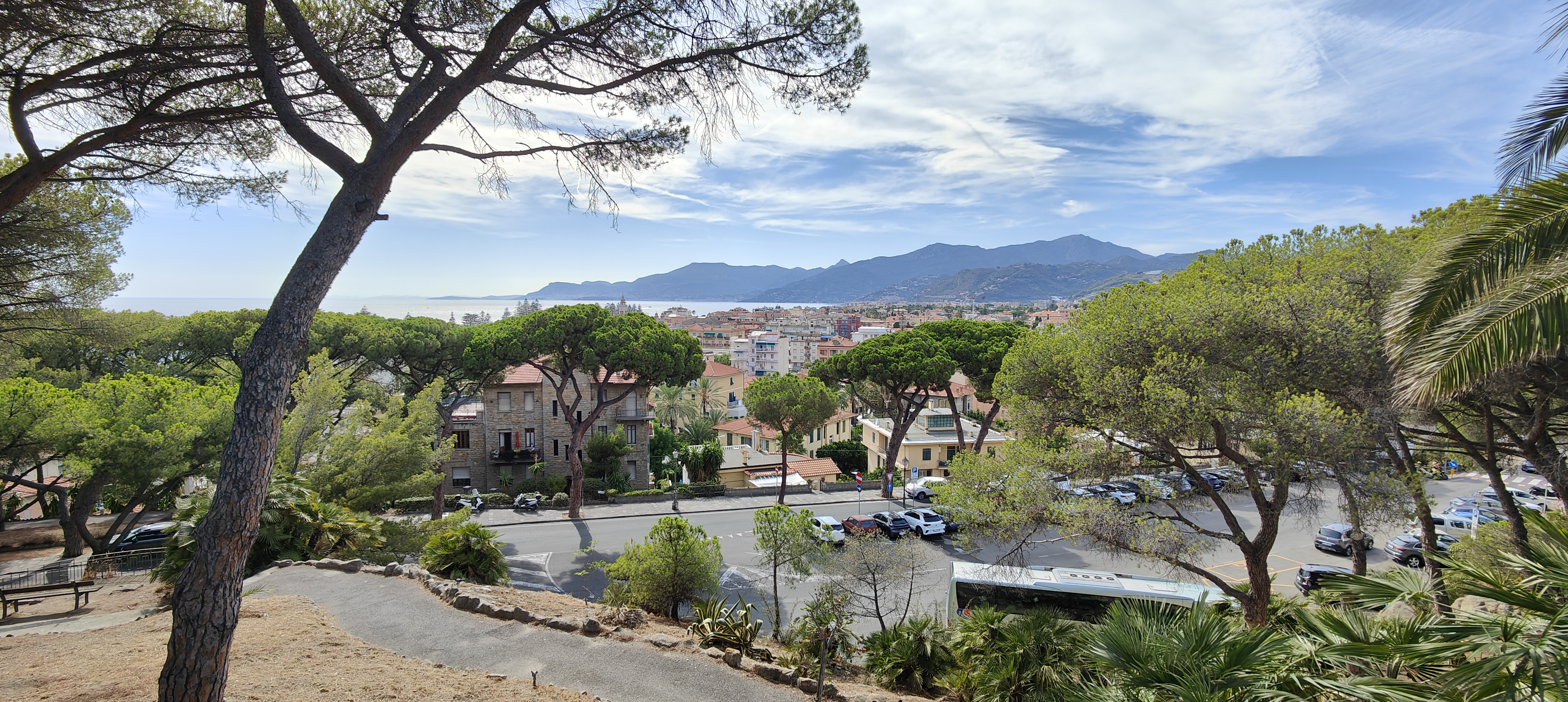
Vista panoramica dalla parte alta di Bordighera verso la Riviera francese

### Frazioni

#### Sasso

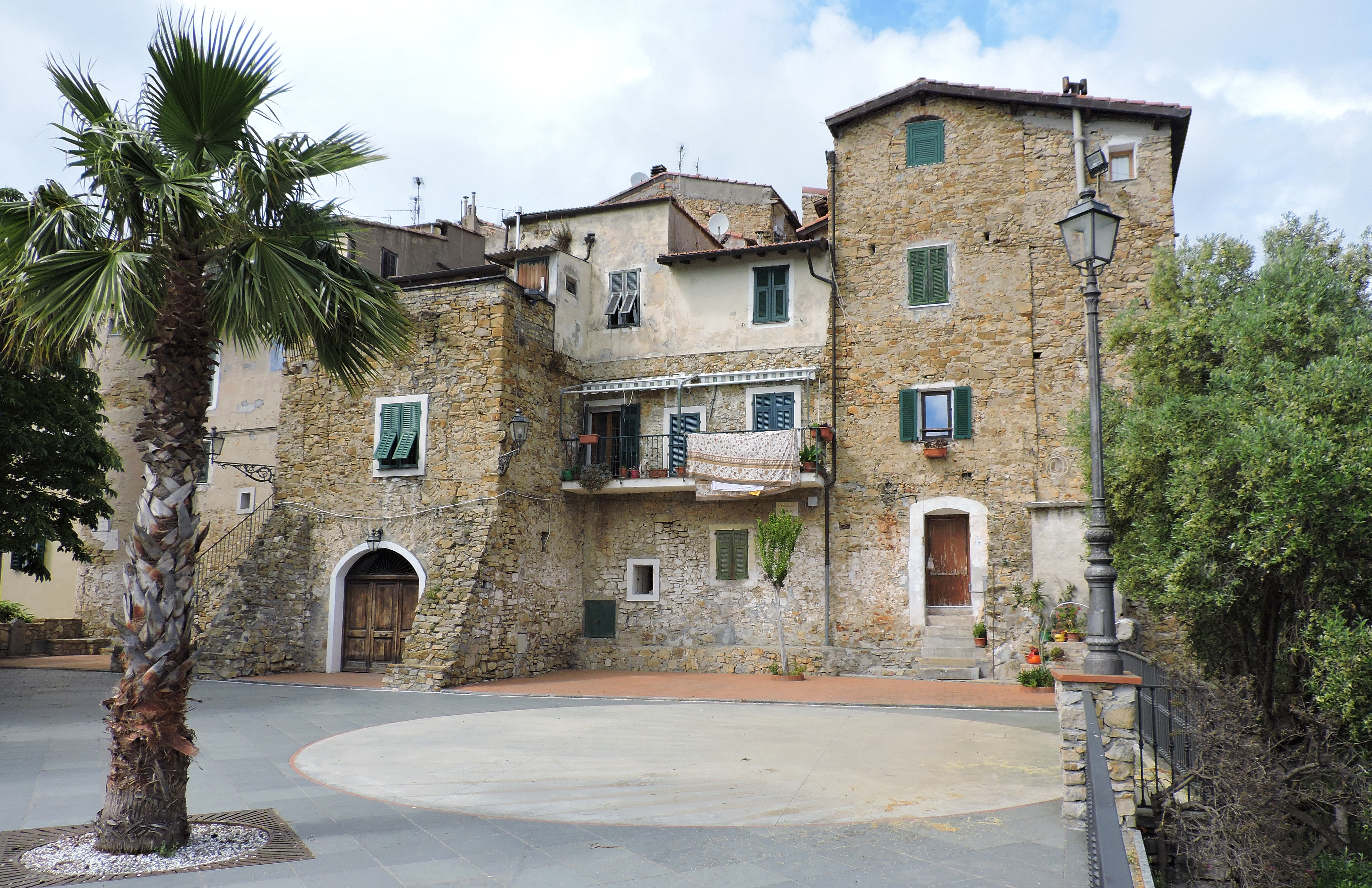
Il centro di Sasso

Il borgo è costituito principalmente da case-torri, circondate da piante di ulivi e palme, e racchiuso dai resti di una cinta muraria eretta per la difesa del villaggio.

#### Borghetto San Nicolò

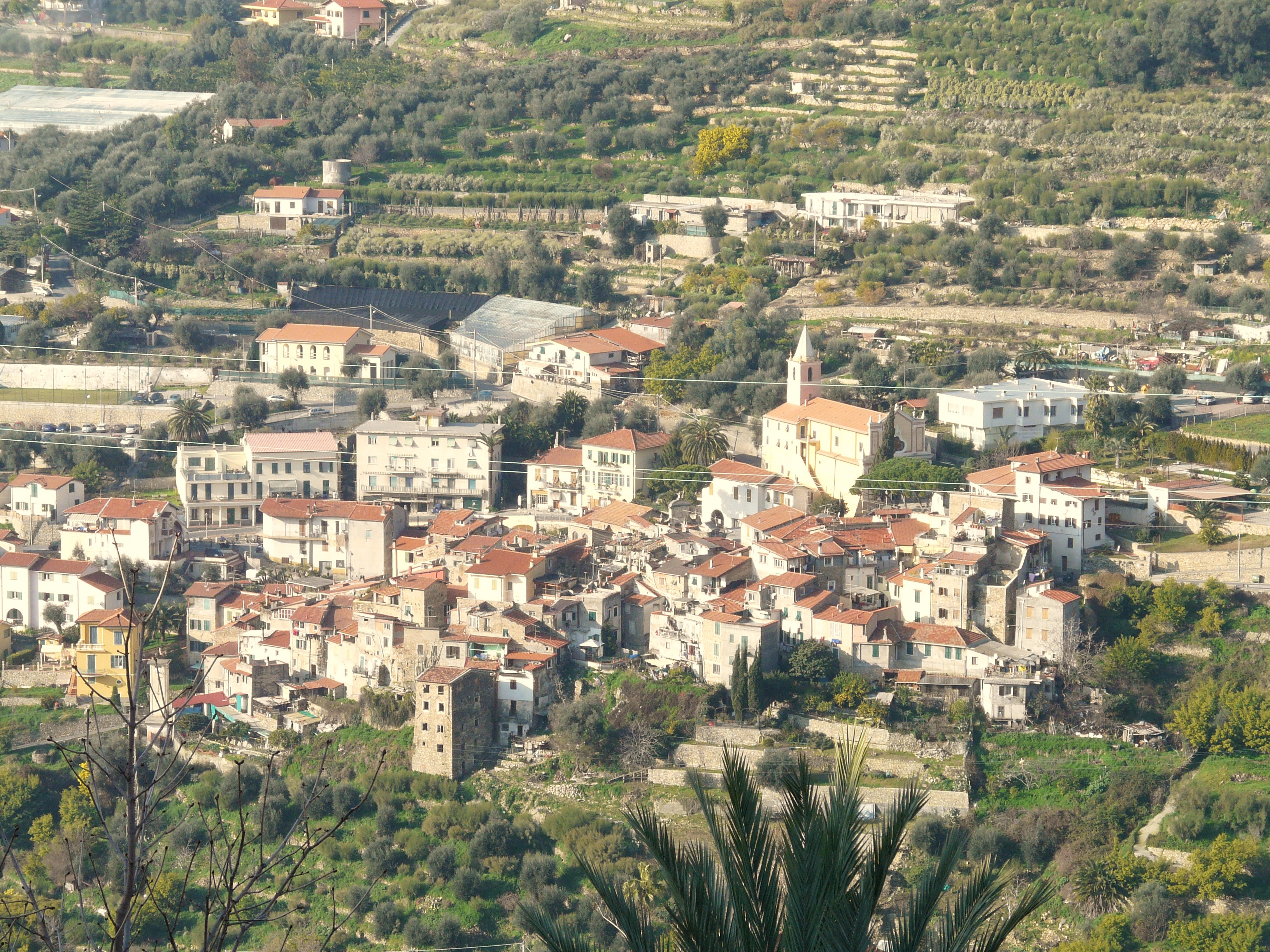
Panorama di Borghetto San Nicolò

Le origini di Borghetto San Nicolò, oggi frazione di Bordighera, ma comune autonomo fino agli anni venti del Novecento, sono certamente anteriori all'XI secolo, al quale risalgono le sue prime citazioni nei documenti d'archivio. Fu proprio nella chiesa parrocchiale di Borghetto San Nicolò, tuttora esistente, che il 2 settembre del 1470 si riunirono le famiglie che fondarono Bordighera.

## Economia
L'economia locale si basa essenzialmente sul turismo grazie alla dolcezza del clima ed alla bellezza dei luoghi. La produzione di olive e dei suoi derivati (olio, paté d'olive, ecc.) include l'oliva taggiasca, che nel 1997 ha ricevuto la denominazione di origine protetta (DOP). Un altro settore importante è la floricoltura e la produzione di piante.
La località ha ottenuto dalla FEE-Italia (Foundation for Environmental Education) il conferimento della bandiera blu per la qualità delle sue spiagge.

## Infrastrutture e trasporti

### Strade
Il territorio di Bordighera è attraversato principalmente dalla strada statale 1 Via Aurelia che permette il collegamento stradale con Vallecrosia, ad ovest, e Ospedaletti ad est. Inoltre è raggiungibile anche grazie al proprio casello autostradale sull'autostrada A10.
È servita dalla linea filoviaria Sanremo-Ventimiglia, che ricalca il percorso della preesistente tranvia Ventimiglia-Bordighera; quest'ultima fu inaugurata nel 1901 ad opera della società Woodhouse & Baillie e venne soppressa nel 1936. Il capolinea orientale della tranvia si trovava in piazza Mazzini.

### Ferrovie
Bordighera è dotata di una stazione ferroviaria sulla linea Genova-Ventimiglia nel tratto locale compreso tra Ventimiglia e Savona.

## Amministrazione

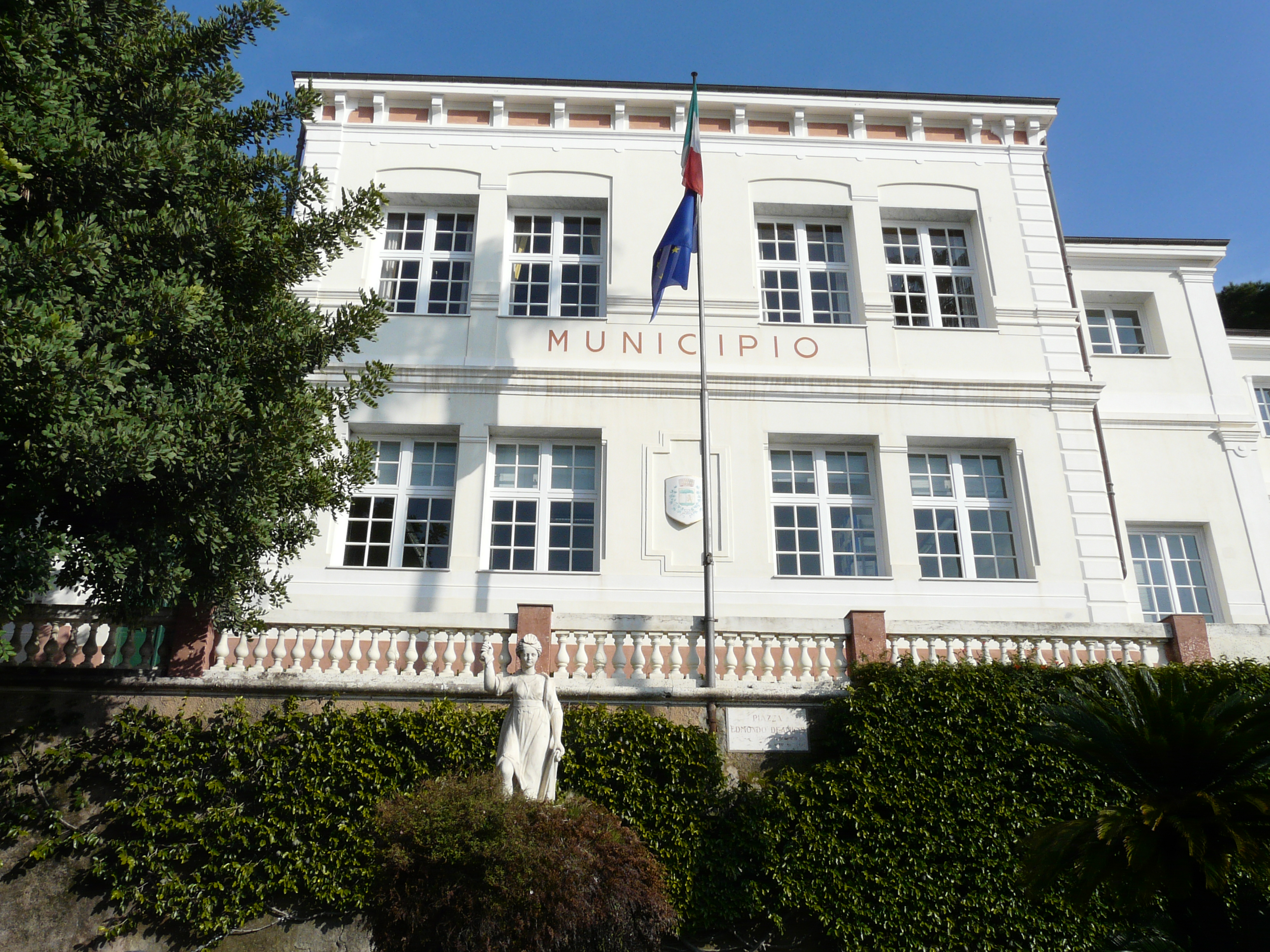
Il municipio

| Periodo           | Periodo         | Primo cittadino                                   | Partito                                                       | Carica                    | Note                 |
| ----------------- | --------------- | ------------------------------------------------- | ------------------------------------------------------------- | ------------------------- | -------------------- |
| 1901              | 1907            | Francesco Rossi                                   |                                                               | Sindaco                   |                      |
| 16 ottobre 1909   | 19 luglio 1910  | Alberto Agnetti                                   | Sinistra storica                                              | Sindaco                   |                      |
| 24 settembre 1984 | 27 maggio 1989  | Renata Olivo                                      | lista civica                                                  | Sindaco                   |                      |
| 11 settembre 1989 | 13 giugno 1994  | Renata Olivo                                      | Democrazia Cristiana                                          | Sindaco                   |                      |
| 13 giugno 1994    | 24 maggio 1998  | Ivo Alvaro Vignali                                | Forza Italia                                                  | Sindaco                   |                      |
| 25 maggio 1998    | 28 maggio 2002  | Ivo Alvaro Vignali                                | lista civica di centro-destra                                 | Sindaco                   |                      |
| 28 maggio 2002    | 28 maggio 2007  | Giovanni Bosio                                    | lista civica di centro-destra                                 | Sindaco                   |                      |
| 29 maggio 2007    | 24 marzo 2011   | Giovanni Bosio                                    | lista civica di centro-destra                                 | Sindaco                   | [ 42 ] [ 43 ] [ 44 ] |
| 24 marzo 2011     | 29 gennaio 2013 | Giuseppe Montebelli Paolo D'Attilio Valeria Fazio |                                                               | Commissione straordinaria | [ 45 ]               |
| 30 gennaio 2013   | 27 maggio 2013  | Paolo D'Attilio                                   |                                                               | Comm. straord.            | [ 46 ]               |
| 27 maggio 2013    | 12 giugno 2018  | Giacomo Pallanca                                  | Progetto Bordighera (lista civica di centro-destra)           | Sindaco                   |                      |
| 12 giugno 2018    | 15 maggio 2023  | Vittorio Ingenito                                 | Bordighera vince (lista civica indipendente di centro-destra) | Sindaco                   |                      |
| 15 maggio 2023    | in carica       | Vittorio Ingenito                                 | Bordighera vince (lista civica indipendente di centro-destra) | Sindaco                   |                      |

### Gemellaggi
Bordighera è gemellata con:
- Villefranche-sur-Mer, dal 1956[47]
- Neckarsulm, dal 1963[48]

## Sport
Bordighera è stata sede di tappa nel Giro d'Italia 1953: la 13ª tappa Genova - Bordighera (256 km), si concluse con la vittoria di Oreste Conte mentre la 14ª tappa Bordighera - Torino (242 km) vide vincitore Pietro Giudici.
Bordighera è sede della squadra di pallamano Athletic Club Handball Bordighera Club (ABC Bordighera), fondata il 16 marzo 1971 da Emilio Biancheri. Prima società ad aver introdotto la pallamano in Liguria e terza società italiana in attività per anzianità
A seguito di recenti studi effettuati dalla Federazione Italiana Hockey e grazie all’opera dell’autore Pier Rossi “Racconti di Bordighera 3. Storie, ricordi, vite” è emerso che la prima partita di hockey sull’erba sul suolo italiano è stata giocata il 22 febbraio 1902 a Bordighera. Tale sport fu sicuramente introdotto dalla comunità inglese molto presente nella Città delle Palme durante l’inizio del secolo scorso.
Bordighera è sede del Lawn Tennis Club, il primo tennis club italiano, fondato nel 1878. Nel 2018 il famoso allenatore Riccardo Piatti ha fondato a Bordighera il Piatti Tennis Center che ogni anno attira numero giovani tennisti nonché professionisti famosi come Jannik Sinner.
Nel calcio è attiva la società A.S.D. Bordighera Sant'Ampelio militante nel campionato di Seconda Categoria.